# Коринфский ордер

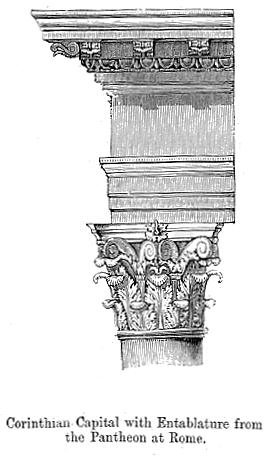
Коринфский ордер. Пантеон

Кори́нфский о́рдер — один из трёх классических архитектурных ордеров Древней Греции и Рима, наряду с ионическим и дорическим ордером. Характерной особенностью коринфского ордера является необычная капитель, воспроизводящая мотив колокола, или корзины — калафа (греч. κάλαθος — корзинка, чашечка цветка), украшенной стилизованными листьями аканта.

## Описание
Согласно Витрувию, пропорции коринфского ордера совпадают с пропорциями ионического, но, в отличие от дорического и ионического, «мужского» и «женского», коринфский ордер создан «в подражание девичьей стройности». Относительно происхождения коринфской капители существует красивая легенда, сообщённая Витрувием. Древнегреческий мастер Каллимах, прогуливаясь в окрестностях Коринфа, набрёл на могильный холм «одной девушки, гражданки Коринфа», который украшала, согласно погребальному обычаю бедных людей, простая ивовая «корзинка с вещицами», накрытая сверху черепицей. Сквозь прутья корзины со временем проросли листья аканта и образовали нечто вроде букета. Каллимах, «восхищённый новизною вида и формы», сделал для коринфян «несколько колонн по этому образцу, определил их соразмерность и установил с этого времени правила для построек коринфского ордера». Мастер Каллимах действительно работал в Коринфе около 400 года до н. э. Он является автором золотой лампы, находившейся в святилище Афины в Эрехтейоне афинского Акрополя. За мастерство бронзового литья Каллимах получил прозвание «плавильщик», а за применение бурава в скульптуре — «искрошитель искусства». Характер рисунка листьев коринфской капители мало подходит для хрупкого мрамора (в сохранившихся капителях листья, как правило, обломаны). Но та же форма технологична при горячей ковке металла. Вероятно, Каллимах сделал подобную капитель из бронзы. Это косвенно подтверждает рассказ Витрувия.
Возможно, что прототипом «этого лиственного ордера являлась египетская капитель с украшением из пальмовых листьев, — писал Огюст Шуази, — формы её соответствуют скорее приёмам работы по металлу… Если же представить себе, что листья, покрывающие эту корзину, сделаны из чеканной бронзы, то её форма станет вполне понятна». Известна и смешанная техника изготовления мраморной капители с накладными декоративными листьями из позолоченной бронзы. Теоретик архитектуры А. И. Некрасов, напротив, категорично заявляет, что история о Каллимахе — позднейшая выдумка, а мотив аканта коринфской капители имеет не декоративное, а тектоническое значение.
Примирением обеих версий — поэтической и конструктивной — может служить первая из найденных в руинах храма Аполлона в Бассах коринфская капитель, созданная Иктином из мрамора около 410 года до н. э., после его работы над возведением Парфенона. Капитель Иктина утрачена в XIX веке, но сохранились сделанные с неё рисунки. Она венчала одинокую колонну торцовой стены в интерьере храма с колоннами ионического ордера (что само по себе показательно). Предполагают, что эта капитель была уцелевшим архаическим обломком, использованным архитектором для украшения нового храма. В таком случае её возраст много старше легенды о мастере Каллимахе.
По канону Витрувия, пропорции коринфского ордера отличаются от ионического более высокой капителью. Высота равна 20 модулям, диаметр составляет 1/10 часть высоты. Абака имеет вогнутые стороны, поддерживаемые четырьмя большими и четырьмя малыми завитками спиралеобразной формы. По окружности капители в два ряда расположены акантовые листья. Нижний ряд имеет 8 малых листьев, помещённых над астрагалом, верхний состоит из 8 больших листьев, расположенных в промежутках между листьями нижнего ряда под завитками. Кроме того, имеются так называемые лилейки — волютки, цветки, розетки и другие декоративные элементы капители. Классической, хотя и оригинальной, капителью коринфского ордера считается капитель Памятника Лисикрата в Афинах (334 год до н. э.). Колокол такой капители имеет правильную цилиндрическую форму. Вверху — тонкая профилированная абака, похожая на полочку с вогнутыми сторонами и скошенными углами. Вокруг колокола, или «вазы капители», в два яруса располагаются акантовые листья, по восьми в каждом ряду. Между листьями верхнего ряда виднеются восемь стебельков, называемых кавли́кулами (лат. cauliculus — стебелёк), они заканчиваются листьями — ка́ликсами (лат., от греч. calyx — цветочная чашечка), из которых, в свою очередь, выходят четыре сдвоенные волюты, оформляющие верхние углы капители под абакой. Помимо угловых завитков, другие, по два с каждой стороны, обращённые симметрично внутрь, друг к другу, несут цветок, или розетку, отмечающую центр бокового фасада капители посередине абаки. Такова, к примеру, капитель, созданная Поликлетом Младшим около 340 года до н. э. для толоса (круглого храма) в Эпидавре (Пелопоннес).
Особенный тип — без волют, но с остроконечными пальмовыми листьями над нижним рядом акантовых — представляет собой капитель Башни ветров в Афинах (около 500 года до н. э.). Две двери башни были оформлены портиками, опирающимися на колонны коринфского ордера (портики не сохранились). В капители Башни ветров усматривают египетское влияние.
Коринфский ордер, как наиболее пышный и декоративный, получил наибольшее распространение в относительно позднюю, эллинистическую, а затем и в римскую, эпоху.

## Галерея

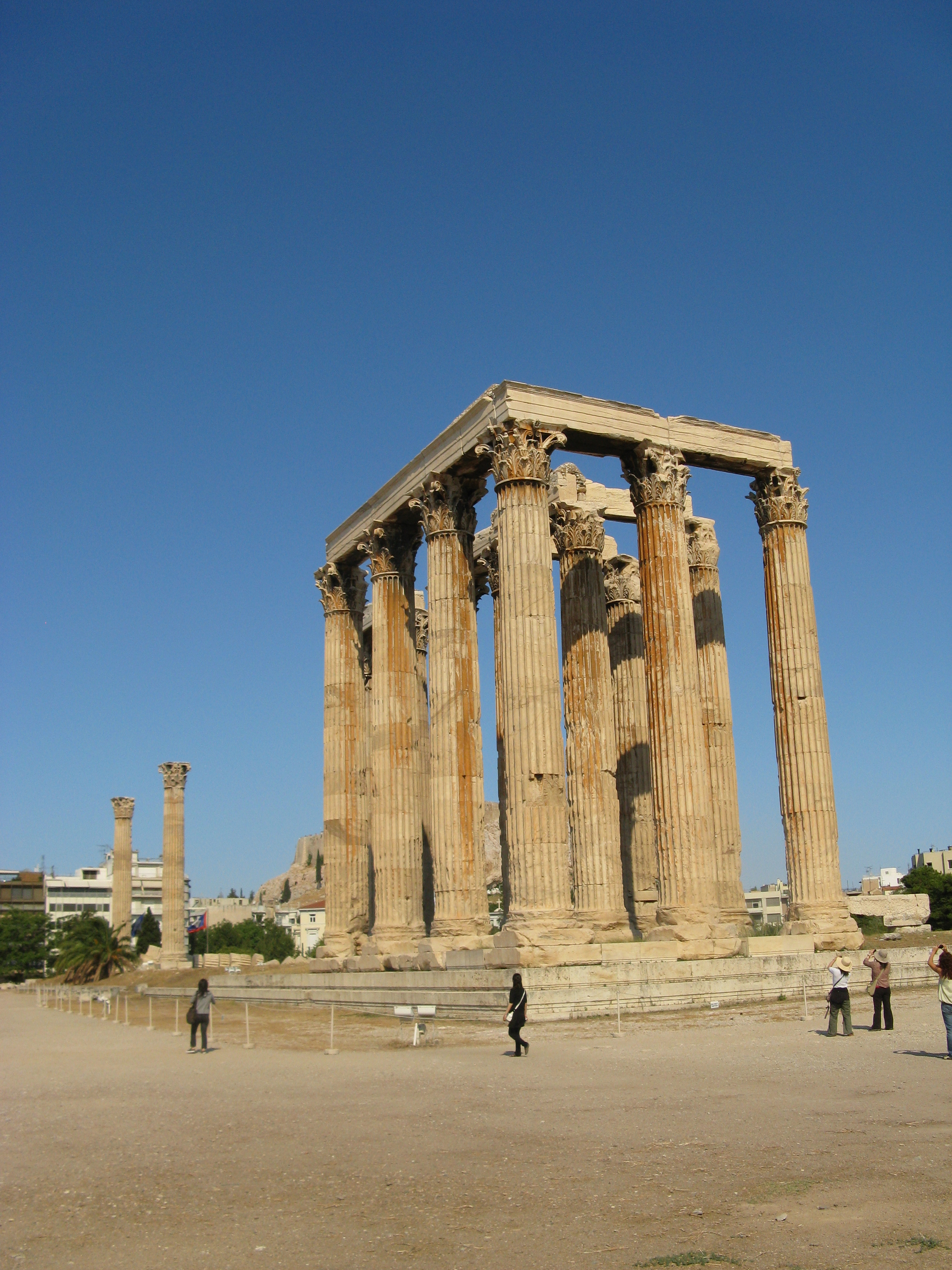
Колонны коринфского ордера Олимпейона в Афинах
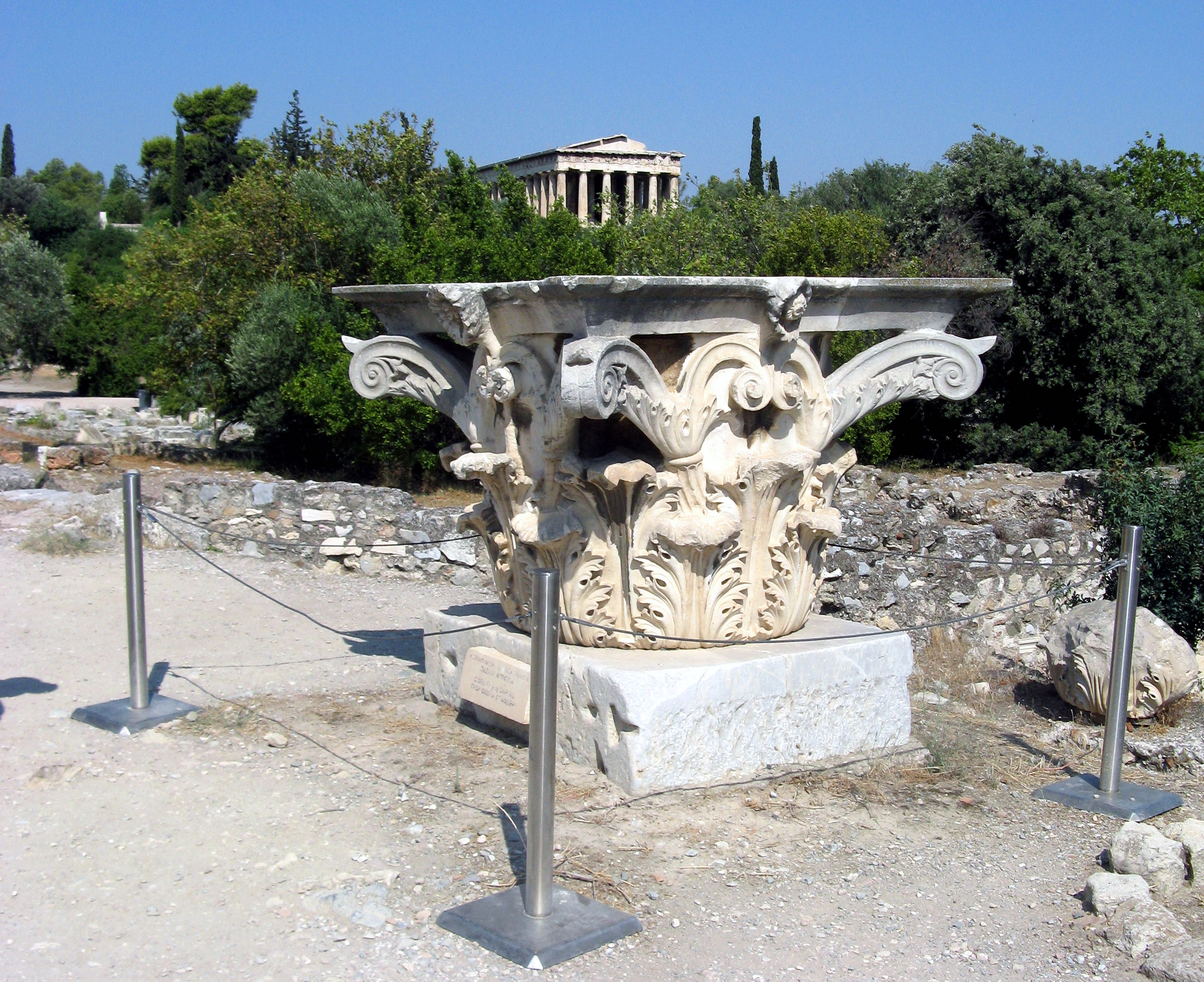
Капитель коринфского ордера (от одной из колонн Одеона Агриппы) на территории Афинской Агоры
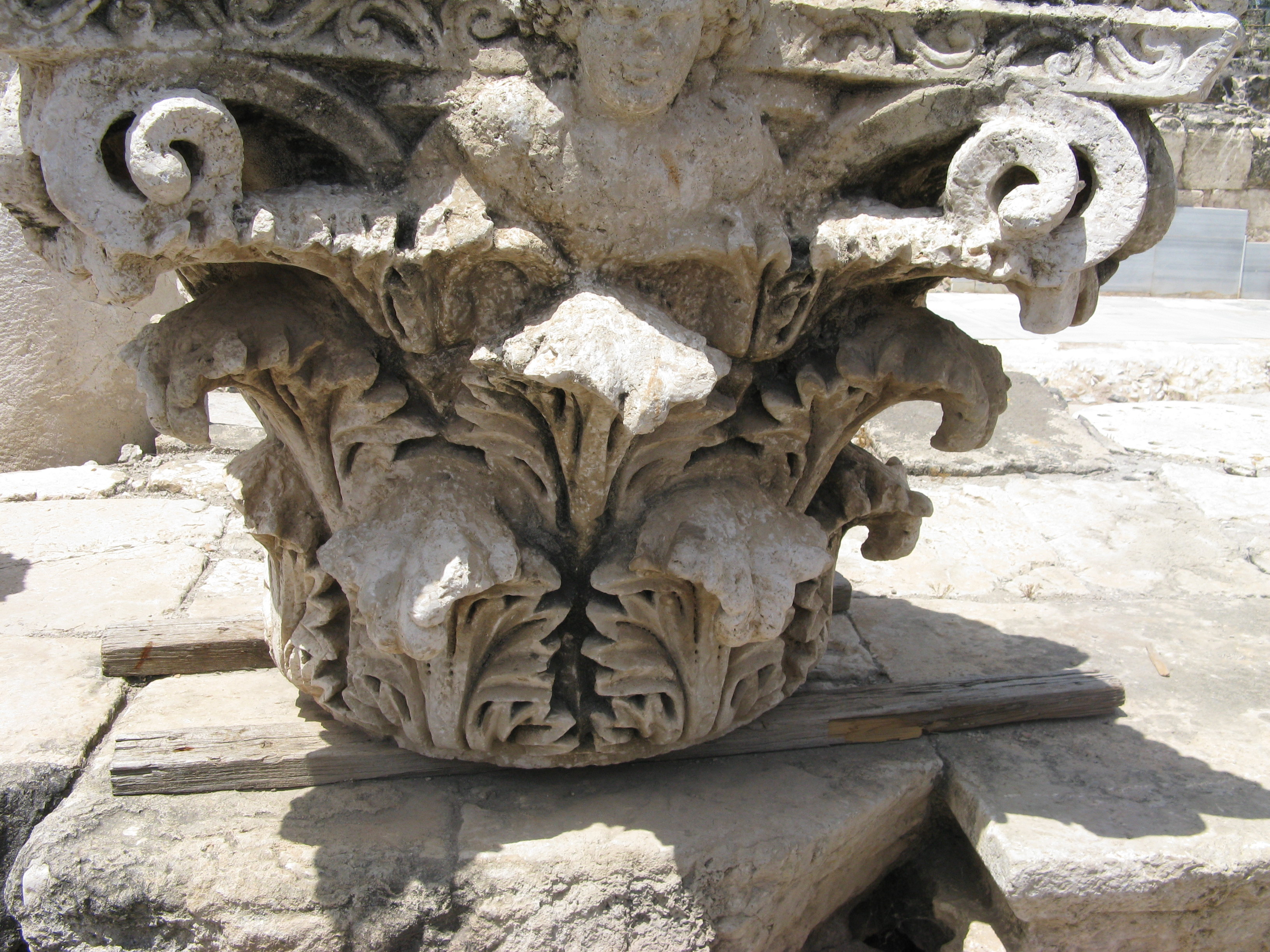
Капитель коринфского ордера в Бейт-Шеане (Скифополь)
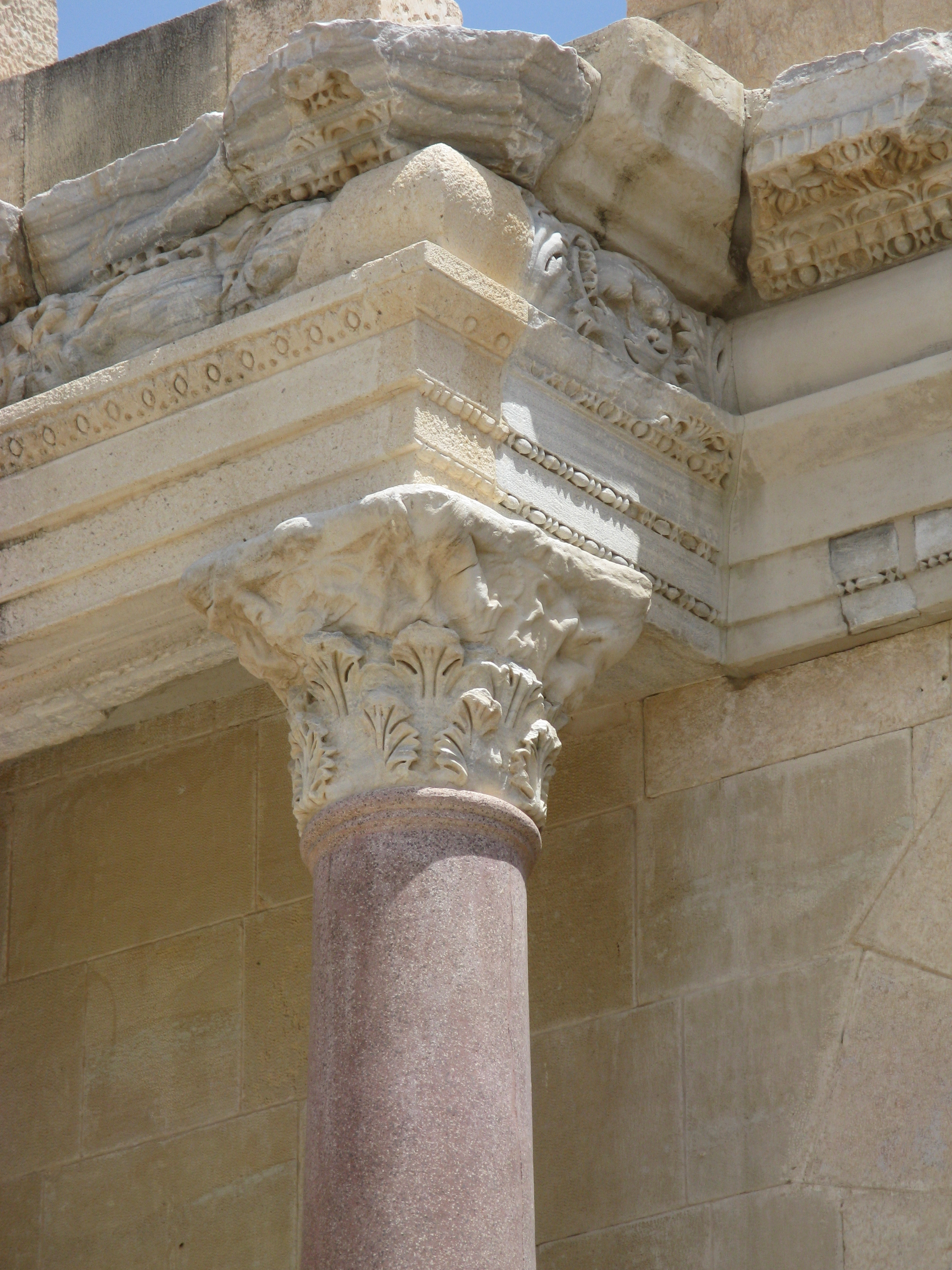
Колонна коринфского ордера у римского театра в Бейт Шеане (Скифополь)
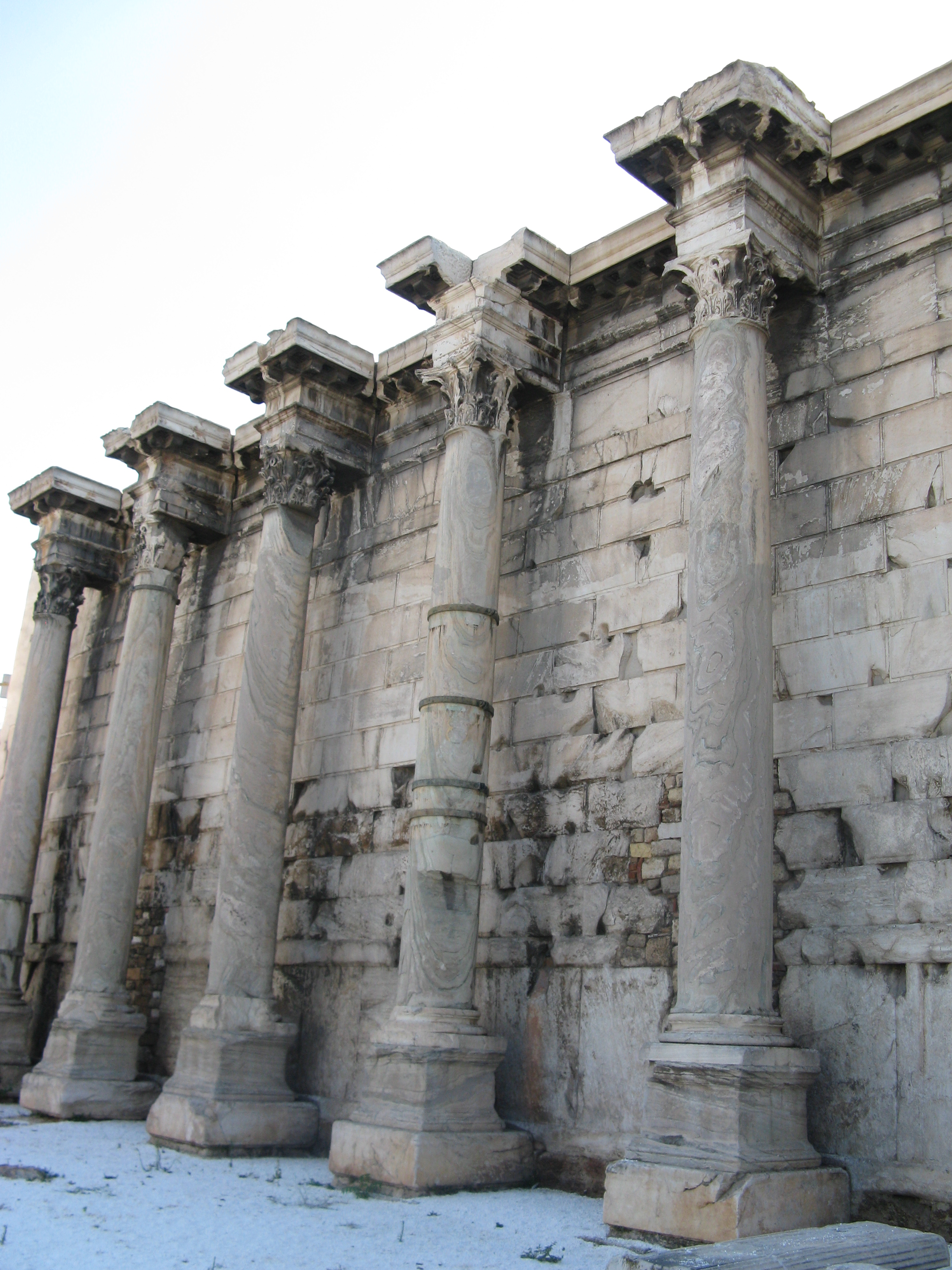
Фасад Библиотеки Адриана (Афины)
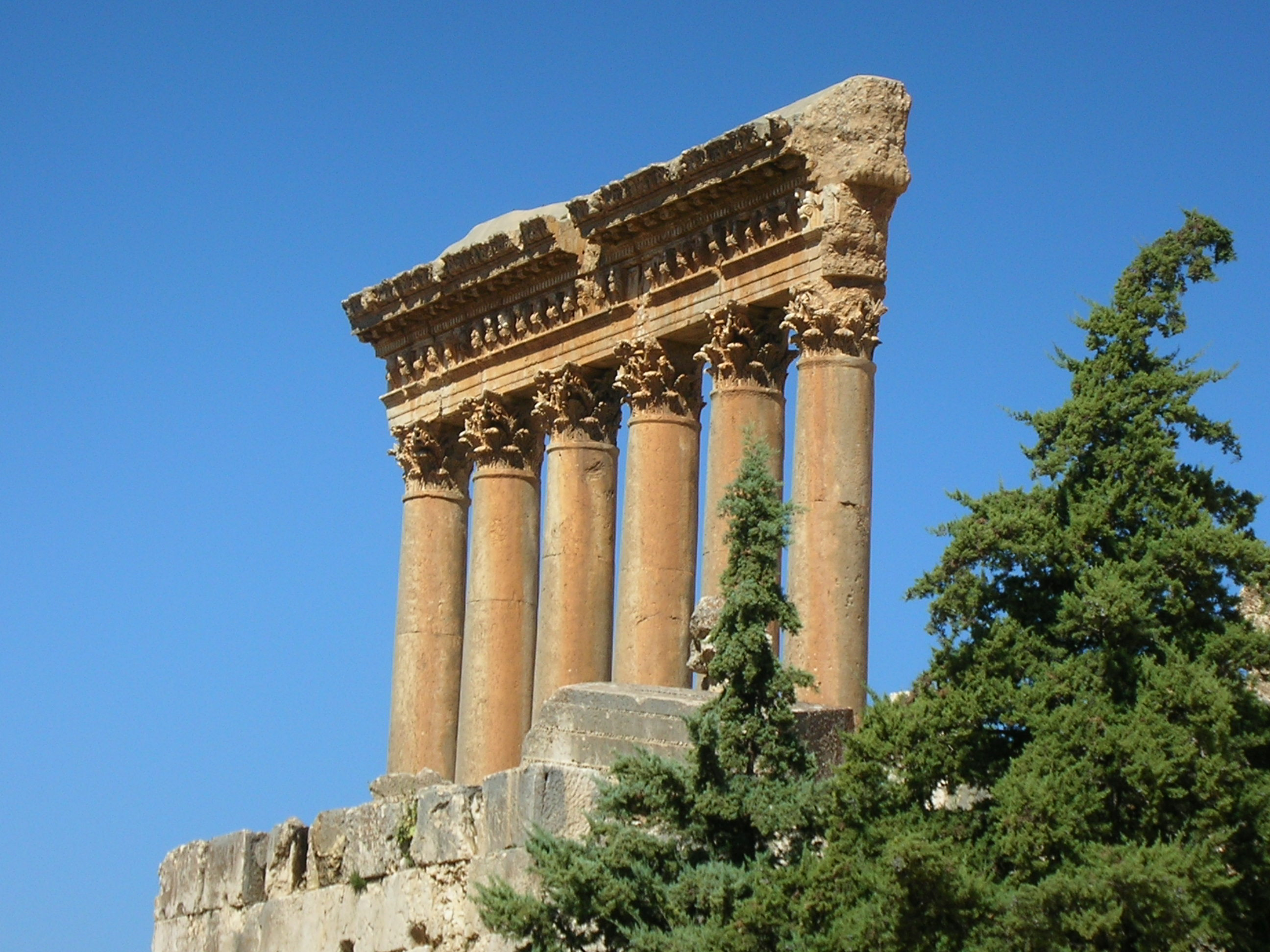
Храм Юпитера в Баальбеке